# ブラック・モデル
ブラック・モデル（英語: Black model、場合によりブラック 76 モデルとも言われる）は、ブラック・ショールズ・オプション価格モデルの発展モデルである。
同モデルは、主として債券オプション、金利キャップ、金利フロア、スワップションの価格評価に応用される。同モデルは、フィッシャー・ブラックの 1976 年の論文で最初に提示された。
ブラック・モデルは、対数正規先渡モデル、または LIBOR 市場モデルと呼ばれる一連のモデルに一般化することができる。

## ブラックの公式
ブラックの公式は、株式オプションの評価式であるブラック・ショールズ式と類似しているが、原資産のスポット価格が先渡価格 F に置き換わっている点が異なる。
時点 T で一単位の通貨を支払う割引債の時点 t における価格を P(t, T) とするとき、原資産の行使価格を K、満期までの年数を T とするヨーロッパ型コール・オプションに関するブラックの公式は、以下のとおりである。
{\displaystyle c=P\left(0,T\right)\left[FN\left(d_{1}\right)-KN\left(d_{2}\right)\right]}
また、プット価格は、以下のとおりである。
{\displaystyle p=P\left(0,T\right)\left[KN\left(-d_{2}\right)-FN\left(-d_{1}\right)\right]}
ここで、
{\displaystyle d_{1}={\frac {\log {\frac {F}{K}}+{\frac {\sigma ^{2}}{2}}T}{\sigma {\sqrt {T}}}}}
{\displaystyle d_{2}={\frac {\log {\frac {F}{K}}-{\frac {\sigma ^{2}}{2}}T}{\sigma {\sqrt {T}}}}=d_{1}-\sigma {\sqrt {T}}}
である。

## 計算前提および導出過程
同モデルにおいて、価格公式の導出は、ブラック・ショールズ・モデルの場合と殆ど同一である。ただし、スポット価格が対数正規過程（幾何ブラウン運動）に従う必要はなく、オプションの満期における先渡価格が対数正規分布に従いさえすれば良い。これにより、最終式はスポット価格が先渡価格に置き換えられる点を除き、モデル導出過程は同一となる。このモデルは、金利が確率的に変動し不確実なときも、近似式としてではなく厳密解として成り立ち、先渡価格は、将来のスポット価格の期待値（割り引かない）に一致する。従って、ブラック・モデルは、形式的にはブラック・ショールズ・モデルに極めて類似しているが、極めて広範囲な適応性を有する。